# Cerebrosterol
El cerebrosterol (24(S)-hidroxicolesterol o 24S-OHC) és un oxiesterol d'origen biològic derivat del colesterol i precursor dels àcids biliars. És l'oxiesterol més abundant al cervell dels mamífers, i encara que només representa entre un 0.1-0.3% en respecte al total de colesterol en aquest òrgan, n'és responsable d'una part important del metabolisme del colesterol al cervell, com a regulador de la seva síntesi i com a mecanisme d'eliminació del colesterol al cervell. Aproximadament el 90% del cerebrosterol te origen al sistema nerviós central, i menys del 10% es sintetitza repartit als pulmons, glàndules adrenals, medul·la òssia, entre d'altres orígens perifèrics. L'excés o deficiència d'aquest oxiesterol pot ser un indicador de malalties neurodegeneratives o demència. És un lligand agonista del receptor hepàtic X (LXR, de l'anglès Liver X Receptor). És el segon oxiesterol més abundant al plasma sanguini, precedit pel 27-hidroxicolesterol.

## Història
Aquest oxiesterol es va identificar per primera vegada al 1953 pels investigadors italians Ercoli I.A. i Ruggieri P. El van descriure com a 24-hidroxicolesterol (24-OHC) i 20 anys més tard l'investigador Leland L. Smith i el seu equip van observar que només un dels dos epímers (el 24S) era present al cervell.
Fins 1995, només es van observar canvis molt petits en diferents pacients estudiats per mesurar els nivells de 24S-OHC. Pacients tractats amb ketoconazole (un antifúngic) mostraven nivells lleugerament elevats de 24S-hidroxicolesterol, molt probablement a causa d'una interferència en el seu metabolisme.
El mateix any es va observar que els nens petits tenen nivells més alts de 24S-OHC que els adults. Després de descartar diverses hipòtesis, es va relacionar amb el fet que el cervell dels nens petits convertia molt més colesterol en 24S-OHC que els adults, ja que la major part del colesterol al sistema nerviós central es troba a la mielina, i se sap que la major part de la mielinització del cervell humà te lloc durant els primers anys de vida. El 1999 es va trobar que l'enzim responsable de la síntesi del 24S-OHC forma part de la família del Citocrom P450 i la van anomenar CYP46A1, el qual està format per 500 aminoàcids.

## Estructura

Rotació sobre l'eix X i sobre l'eix Y de la molècula en 3D del 24S-OHC

El 24S-OHC es un hidrocarbur tetraciclic dihidroxilat, un lípid de tipus esteroide.
Es un derivat del ciclopentaperhidrofenantré (o esterà), al qual se l'afegeix una cadena lateral alifàtica ramificada de 8 carbonis, dos grups hidroxil, un al carboni 24 (amb configuració S) i l'altre al carboni 3, dos grups metil als carbonis 10 i 13, i una insaturació entre el carboni 3 i 6 .
La seva estructura és semblant a la del colesterol amb l'única diferència de l'addició d'un grup hidroxil en posició C-24.

## Funció
El colesterol cerebral està involucrat principalment en la estructura de la membrana cel·lular, en la senyal de transducció, en l'alliberament de neurotransmissors, en la sinaptogènesi i en el transport de membrana.
Gran part del colesterol localitzat al cervell prové de la síntesi de novo. Com que el colesterol no pot travessar la barrera hematoencefàlica, no es pot utilitzar el colesterol provinent de la dieta. Per la mateixa raó, es necessita una via per eliminar el colesterol sintetitzat i aquesta és la seva conversió en 24S-hidroxisterol. Aquest últim sí pot travessar la barrera hematoencefàlica i viatjar fins al fetge a través del plasma per acabar sent excretat amb la bilis.

## Metabolisme
El 90% del 24S-Hidroxicolesterol (24S-OHC) es forma en el cervell. La conversió enzimàtica del colesterol al sistema nerviós central a 24OHC, el qual travessa fàcilment la barrera hematoencefàlica, és la via majoritària per l'eliminació del colesterol cerebral i pel manteniment de la seva homeostasi.
La quantitat de colesterol al cervell és uns 10 cops més gran que a qualsevol òrgan, i sobre el 25% del total de colesterol corporal es troba aquí. Dins el cervell aproximadament el 70% del colesterol es troba en la mielina, el principal component estructural de les membranes cel·lulars. El 30% restant es divideix entre les cèl·lules de la glia (20%) i les neurones (10%), principalment trobat a les membranes cel·lulars. El colesterol s'organitza en microdominis anomenats lípid rafts, encarregats de mantenir les propietats de les proteïnes de membrana com a receptors i canals iònics. El colesterol està involucrat en la sinaptogènesis, així com el manteniment, estabilització i restauració de las sinapsis.
Degut a la barrera hematoencefàlica no es produeix pas de lipoproteïnes unides a colesterol de la circulació al cervell. Tot el colesterol present al cervell i en el sistema nerviós perifèric es forma per síntesi de novo, i la majoria és no esterificat.
El colesterol és un component estructural essencial a la mielina i un regulador de la seva estructura. També regula el correcte marcatge de la majoria de les proteïnes de membrana del sistema nerviós perifèric. El manteniment del colesterol a les membranes és crític en la biogènesi de la mielina. Interferències en la síntesi del colesterol pot resultar en defectes en la mielinització.
En la població general, els nivells plasmàtics de 24S-OHC es mantenen constants entre els 20 i els 80 anys aproximadament. Una lleu disminució d'aquests valors pot ser resultat d'una reducció progressiva del nombre de neurones actives metabòlicament durant l'edat. La hipercolesterolèmia o les dislipèmies i la modificació en l'aclariment i eliminació dels oxiterols per part del fetge poden contribuir a un augment progressiu dels nivells circulatoris d'oxisterols a partir dels 60 anys.
La presència d'una malaltia neurodegenerativa, el metabolisme hepàtic i el rerefons genètic del pacient poden contribuir a l'alteració d'aquests nivells plasmàtics. De la mateixa manera que també poden variar significativament segons l'edat, el gènere, la funció hepàtica, la presència de dislipèmies, modificacions en el metabolisme de les lipoproteïnes, l'IMC, la dieta i teràpies amb estatines i altres medicaments.

### Síntesi
En el cervell adult la major part de la síntesi de colesterol s'equilibra amb la formació d'un metabòlit hidroxilat, el 24S-hidroxicolesterol, el qual és capaç de travessar la barrera hematoencefàlica i entrar a la circulació.
L'enzim mediador d'aquesta conversió es caracteritza a nivell molecular com a 24-hidroxilasa-colesterol. Aquest enzim és codificat pel gen CYP46A1, el qual s'expressa majoritàriament en les neurones. En condicions normals està present principalment en les cèl·lules neuronals.
El colesterol lliure a les neurones ha d'equilibrar-se amb la secreció de 24S-OHC: l'oxisterol regularà la síntesi de colesterol i la secreció de ApoE.
Les neurones produeixen suficient colesterol per sobreviure, per diferenciar els axons i les dendrites i per formar sinapsis. La massiva formació de sinapsis requereix colesterol addicional entregat pels astròcits a través de les lipoproteïnes que conté la ApoE. La ApoE és la principal proteïna transportadora de lípids del SNC.

#### Reacció
La síntesi de 24S-OHC es produeix al reticle endoplasmàtic i la reacció és depenent de NADPH i oxigen:
{\displaystyle Colesterol+NADPH+O_{2}\longrightarrow 24-Hidroxicolesterol+NADP^{+}+H_{2}O}

### Regulació

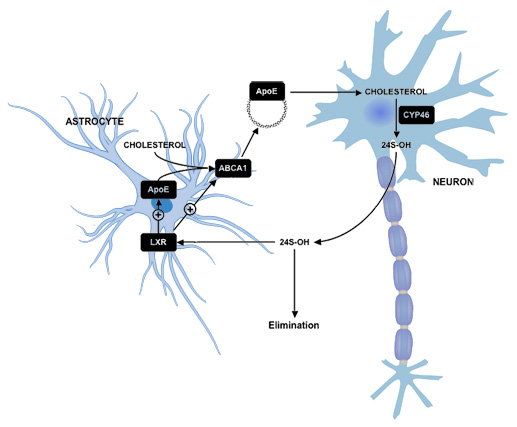
Model del transport i reutilització de colesterol entre astròcits i neurones.

La quantitat de colesterol sintetitzat al cervell dels mamífers és baixa, i hi ha una reutilització molt eficient d'aquesta molècula.
Comparades amb les cèl·lules glials (astròcits), les neurones sintetitzen poc colesterol. Hi ha un flux de colesterol dels astròcits cap a les neurones mitjançant la unió amb l'Apolipoproteina E (ApoE). Aquest flux està en part regulat pel transportador de colesterol ATP-Binding Cassette transporter A1 (ABCA1), que està sota el control del receptor nuclear Liver X Receptor (LXR), el qual és activat pel 24S-OHC, amb la qual cosa un increment del flux d'aquest des de les neurones cap els astròcits, provoca un increment del flux de colesterol dels astròcits cap les neurones. El flux de 24S-OHC també està relacionat amb l'increment de la producció d'ApoE.
Un excés de colesterol en les neurones es converteix en 24S-hidroxicolesterol a través de l'enzim CYP46A1. El 24S-OHC i altres oxisterols són lligands importants del Liver X Receptor (LXR) que indueix l'expressió dels gens d'ApoE i d'ABCA1 en els astròcits.

### Eliminació
L'ésser humà no pot metabolitzar l'estructura del colesterol fins CO₂ i aigua. El nucli intacte de l'esterol s'elimina del cos convertint-se en àcids biliars i sals biliars les quals són secretades en la bilis a través de l'intestí per rebutjar-lo per la femta.

## Malalties
La major part del 24S-OHC plasmàtic en humans té el seu origen en el cervell. Els nivells plasmàtics d'aquest oxisterol reflecteixen el nombre de neurones metabòlicament actives que hi ha en el cervell i depenen del grau de metabolisme hepàtic que pateix el 24S-OHC. Per tant; són el resultat de l'equilibri que existeix entre la capacitat secretora de 24S-OHC del cervell i la capacitat metabòlica del fetge.

El 24S-OHC, el colesterol i la resta d'esterols són transportats per la sang mitjançant lipoproteïnes, com ara les LDL i HDL. Hi ha una correlació directa entre els nivells de colesterol LDL i HDL plasmàtic i els nivells de 24S-OHC. Una dieta rica en greixos, la hipercolesterolèmia, les dislipèmies, la síndrome metabòlica i la diabetis estan associades amb un augment dels nivells de colesterol LDL i una disminució dels nivells de colesterol HDL. D'aquesta manera també es veuen augmentats els nivells plasmàtics de 24S-OHC. S'ha observat el mateix efecte en el tabaquisme i en presència de malalties hepàtiques severes.

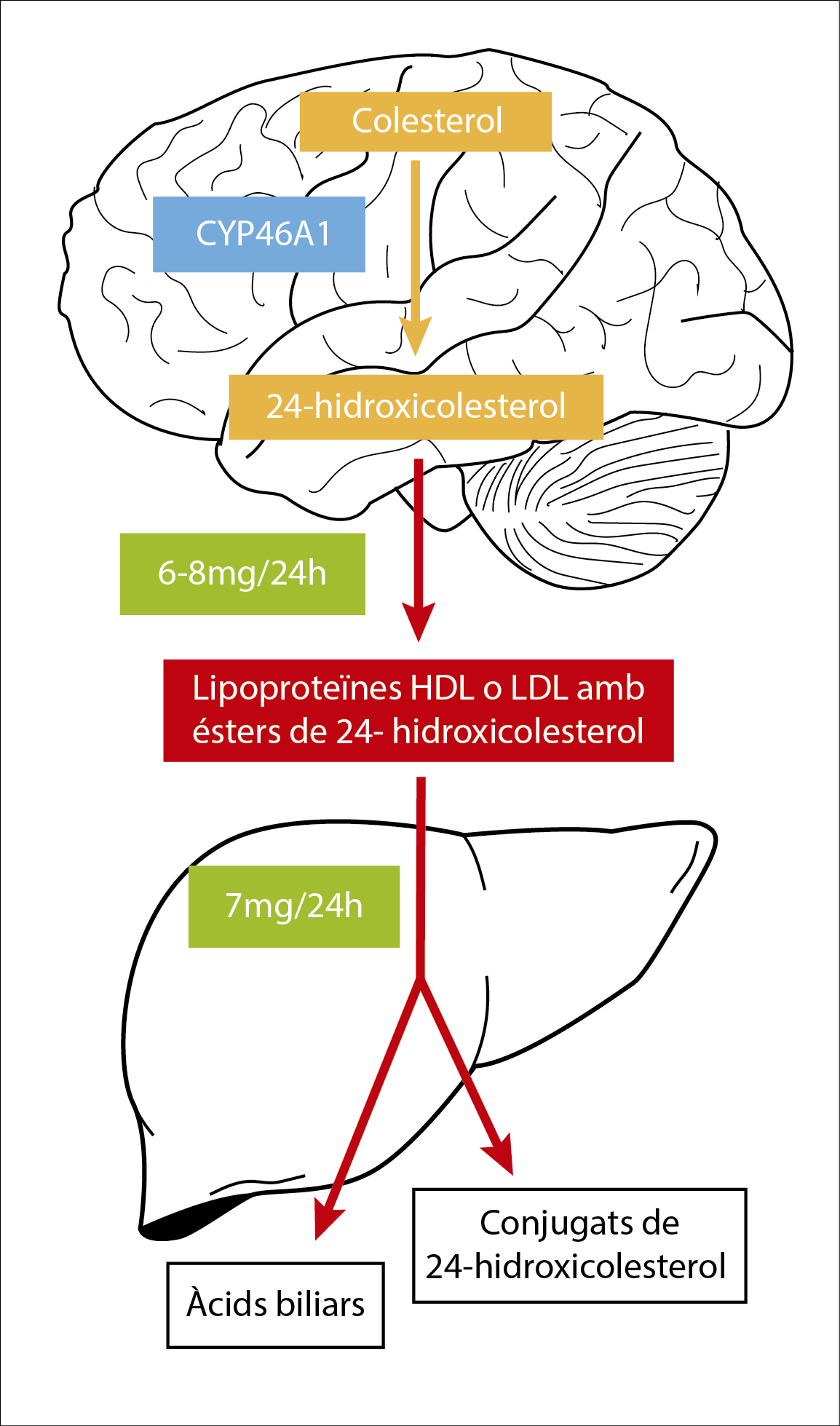
Relació entre la síntesi cerebral i l'eliminació hepàtica del 24-hidroxicolesterol.

A més, el cerebroesterol en grans concentracions és un dels factors de risc d'algunes malalties neurodegeneratives.
En el cas d'aquestes malalties com: malaltia d'Alzheimer, malaltia de Parkinson, esclerosi múltiple, malaltia de Huntington i demències vasculars s'ha observat una fase d'augment del recanvi de colesterol associat a un augment dels nivells de 24S-OHC en plasma a l'inici de la malaltia, seguida d'una fase de disminució del recanvi de colesterol associat a una reducció en els nivells de 24S-OHC com a resultat de la pèrdua de neurones metabòlicament actives a mesura que avança la malaltia; aquest fet és el que provoca el desenvolupament d'atròfia cerebral i la pèrdua de funcions neurològiques: cognitives, motores i sensorials en el pacients afectats per aquestes malalties.
- Malaltia d'Alzheimer: malaltia neurodegenerativa associada, entre altres factors, a dipòsits del pèptid β-amiloide. Estudis in vitro demostren que altes concentracions de colesterol al cervell promouen la formació de plaques β-amiloides. Les concentracions de 24S-hidroxisterol en el plasma i el líquid cefalorraquidi són significadament major en els primers estadis de la malaltia d'Alzheimer que en condicions normals. S'ha vist que els inhibidors de la biosíntesi del colesterol, les estatines, disminueixen les concentracions de 24S-hidroxisterol al líquid cefalorraquidi. Aquesta disminució està correlacionada a la disminució d'agregats de la proteïna β-amiloide.[6]
- Esclerosi múltiple: malaltia inflamatòria del Sistema Nerviós Central i trastorn desmielinitzador autoimmunitari causat per cèl·lules T autoreactives a les proteïnes de la mielina. A l'inici de la malaltia es pot observar una petita àrea a nivell cel·lular amb disminució de la quantitat de mielina, mentre que en els estadis finals es pot observar pèrdua axonal i neurodegeneració amb disminució de substància grisa i atròfia cerebral. En pacients joves que es troben en els primers estadis de la malaltia, els nivells de 24S-OHC són normals o, en alguns casos, inclús superiors als nivells normals; però a mesura que avança la malaltia i el nombre de neurones metabòlicament actives es va reduint, els nivells plasmàtics de 24S-OHC disminueixen significativament alhora que va augmentant la inflamació i la degeneració neuronal.[3]
- Malaltia de Huntington: trastorn neurodegeneratiu autosòmic dominant caracteritzat per deficiència motora, deteriorament cognitiu, manifestacions psiquiàtriques i mort de la persona als 15-20 anys de l'inici de la simptomatologia. Els nivells plasmàtics de 24S-OHC en pacients afectats per aquesta malaltia es troben disminuïts en comparació amb persones sanes i estan relacionats amb la disminució del nombre de neurones metabòlicament actives en el cervell i el desenvolupament de l'atròfia cerebral.